# Melitta eickworti
Melitta eickworti is een vliesvleugelig insect uit de familie Melittidae. De wetenschappelijke naam van de soort is voor het eerst geldig gepubliceerd in 1995 door Snelling & Stage.